# Central City (gratte-ciel)
Central City est un gratte-ciel de 112 mètres de hauteur construit à Surrey (Colombie-Britannique) dans l'agglomération de Vancouver au Canada de 2001 à 2003. 
Il abrite des bureaux sur 26 étages pour une surface de plancher de 80 141 m² desservis par 12 ascenseurs.
À son achèvement en 2003 c'était le plus haut immeuble de Surrey. Il a ensuite été dépassé en hauteur par d'autres gratte-ciel mais en 2016 il fait toujours partie des dix plus hauts immeuble de Surrey.
Central City comprend 4 composantes; une tour et un podium, un parking, une galerie commerciale et un atrium.
Le bâtiment abrite sur 6 niveaux des locaux de l'Université Simon Fraser.
L'architecte est l'agence d'architecture Bing Thom Architects Inc. basée à Vancouver qui s'appelle aujourd'hui  Revery Architecture.
L'immeuble a gagné en 2004 le prix spécial du jury du Marché International des Professionnels de l’Immobilier (MIPIM) comme meilleur nouveau projet pour l'architecture et l'innovation dans le bâtiment.
La construction de l'immeuble a coûté 135 millions de $. Il a ensuite été revendu en octobre 2007 pour 245,75 millions de $ à une société de Toronto.
L'immeuble a servi de décor pour la série télé américaine Smallville qui raconte la jeunesse de superman.